# Chinesische Rotbauchunke
Die Chinesische Rotbauchunke (Bombina orientalis), auch Orientalische Rotbauchunke, ist ein ostasiatischer Froschlurch aus der urtümlichen Familie der Unken und Barbourfrösche (Bombinatoridae).

## Merkmale, Fortpflanzung
Die vier bis sechs Zentimeter lange Unke ist auf der Oberseite meistens leuchtend grün (manchmal auch grau-bräunlich) gefärbt, während die Unterseite grell blutrot (manchmal auch gelb-orange) ist. Sowohl Ober- als auch Unterseite sind mit unregelmäßigen schwarzen Tupfen versehen. Auch die Fingerspitzen weisen eine intensive rote Färbung auf. Der Rücken ist mit deutlich hervortretenden, sehr rauen Warzen übersät. Die Pupillen sind dreieckig geformt. Das Männchen verfügt über keine Schallblase und ruft entsprechend relativ leise. Zur Paarungszeit (Mai bis Mitte August) bildet es schwarze Brunstschwielen an den beiden inneren Fingern der Hände/Unterarme und umklammert das Weibchen wie alle Arten der Archaeobatrachia in der Lendenregion (inguinal). Der Laich wird in zeitlichen Intervallen von mehreren Stunden bis Tagen in kleinen Portionen von 3 bis 45 Eiern abgegeben und unter anderem an Wasserpflanzen geheftet. Ein Weibchen laicht drei- bis viermal im Jahr und produziert pro Laichperiode 38 bis 257 Eier. Die Embryonal- und Larvalentwicklung dauert etwa zwei Monate.

## Verbreitung, Lebensraum
Die Chinesische Rotbauchunke kommt natürlicherweise im äußersten Südosten Sibiriens (nördlichste, naturgemäß nur noch sehr sporadische Verbreitung: 48°40'N bei 137°12'E), in Nordostchina und in Korea vor. Es handelt sich um eine Tieflandart mit einer maximalen Höhenverbreitung von 500 m.
Sie lebt tagaktiv meist in der Nähe verschiedener stehender oder fließender Gewässertypen, etwa Bäche, Tümpel und Gräben. Die Art ist relativ wärmebedürftig, so dass ihre Aktivitätsperiode insbesondere in den sibirischen Vorkommen entsprechend kurz ist (Winterruhe von Ende September/Anfang Oktober bis Ende April/Anfang Mai). Im Spätsommer gehen diese Unken oft zu einer terrestrischen Lebensweise über und bewohnen dabei Mischwälder, Feuchtwiesen und andere Biotope. Dort erfolgt in der Regel auch die Überwinterung in frostsicheren Unterschlüpfen.
In Europa findet man gelegentlich von Tierhaltern ausgesetzte Exemplare, die hier jedoch den Winter wohl nicht überleben, da die bei Terrarianern besonders beliebten, intensiv bunt gefärbten Individuen eher aus dem Süden des Verbreitungsgebietes stammen. Die in einigen Regionen Mitteleuropas einheimische Rotbauchunke (Bombina bombina – siehe dort auch weitere Beschreibungen zu Lebensweise und Verhalten) ist normalerweise unscheinbarer gefärbt als Bombina orientalis und weniger warzig.

## Ruf- und Fortpflanzungsverhalten
Die Untersuchungen wurden bei Chinesischen Rotbauchunken aus der Region Kyongiu, Korea, durchgeführt. Die Tiere lebten in großen, pflanzenreichen Terrarien mit einem zentralen Wasserbecken. Im Jahresverlauf zeigten sie Anfang Februar, im April, Juni und Ende Juli Ruf- und Fortpflanzungsverhalten.

### Rufverhalten
Die Männchen rufen ausdauernd während der Nacht, bei hoher Fortpflanzungsaktivität auch während des Tages, wenngleich weniger anhaltend. Beim Rufen bleiben sie mehrere Stunden an der gleichen Stelle. Erfolgen Veränderungen der Position, werden diese meist durch Aktionen anderer Männchen ausgelöst. Häufig praktizieren zwei, meist benachbarte Männchen alternierendes Rufen oder Wechselrufen. Dabei setzen die Männchen ihre Rufe exakt in die Intervalle des Partners. Beim Wechselrufen ist die Ruffolge schneller und präziser als beim Einzelrufen. Das Wechselrufen hält gewöhnlich einige Minuten an, danach ruft jedes Männchen wieder in seinem eigenen Rhythmus.
Zur Vorbereitung des Rufens nehmen die Männchen Luft in die Lungen und in die Mundhöhle auf. Infolge der aufgenommenen Luft liegen die rufenden Tiere auf der Wasseroberfläche, bis zu zwei Drittel des Körpers befinden sich dabei außerhalb des Wassers. Mit den nach vorn und leicht seitwärts gerichteten Vorderbeinen halten sie sich an Pflanzen, Steinen oder anderen Gegenständen fest. Die Hinterbeine liegen frei im Wasser. Körperlängsachse, Ober-, Unterschenkel und Fuß stehen annähernd senkrecht zueinander.
Bei der Abgabe eines Rufes kontrahieren die Männchen die Mundbodenmuskulatur, sodass Luft aus dem Mundraum durch den Kehlkopf in die Lungen strömt. Dabei entsteht ein Ruf. Unmittelbar danach fließt die Luft stimmlos in den Mundraum zurück. Das Männchen ist erneut bereit, einen Ruf abzugeben. Da die Rufe durch den Luftstrom gebildet werden, der der Einatmung entspricht, werden sie als inspiratorische Rufe, die Methode als inspiratorische Rufbildung bezeichnet. Die Männchen rufen nur in einem bestimmten Temperaturbereich. Die untere Rufschwelle liegt bei 12–13 °C, die obere bei 31–33 °C Wassertemperatur.

### Rufe
Die Männchen verfügen über fünf Ruftypen: Paarungsruf, modifizierter Paarungsruf, Klammerungsruf, Befreiungsruf 1. und 2. Ordnung.

#### Paarungsruf
Die Rufe stellen Klänge dar und bestehen aus dem Grundton und bis zu vier Obertönen. Die Männchen geben die Paarungsrufe in langen Serien ab. Mehrere Rufmerkmale sind mit der Wassertemperatur und der Körpergröße korreliert. Steigt die Wassertemperatur nehmen die Wiederholungsrate der Rufe und die Tonhöhe zu, während die Dauer der Rufe abnimmt. Bei einem Männchen mit 47 mm Körperlänge und einer Wassertemperatur von 18,0 °C beträgt die Rufrate im Mittel 56 Rufe pro Minute, die Grundfrequenz 572 Hertz und die Dauer der Rufe 198 Millisekunden. Beim Anstieg der Wassertemperatur auf 28,5 °C erhöht sich die Rufrate auf 122 Rufe pro Minute, die Tonhöhe auf 617 Hertz, und die Rufdauer sinkt auf 112 Millisekunden. Bei zunehmender Körpergröße nimmt die Tonhöhe dagegen ab, während die Dauer der Rufe zunimmt. Die Wiederholungsrate bleibt von der Tiergröße unbeeinflusst.

#### Modifizierter Paarungsruf
Dieser Ruf tritt unregelmäßig und meist einzeln in der Folge normaler Paarungsrufe auf. Er unterscheidet sich von diesen durch den allmählichen Anstieg der Lautstärke und durch seine Dauer, die 14–16 Millisekunden länger ist als bei den normalen Paarungsrufen. Die Unterschiede zwischen beiden Ruftypen sind deutlich hörbar.

#### Klammerungsruf
Männchen geben diese Rufe ab, wenn sie eine andere Unke anschwimmen und diese umklammern.

#### Befreiungsruf 1. und 2. Ordnung
Sowohl Männchen als auch Weibchen geben den Befreiungsruf 1. Ordnung ab. Die Rufe der Weibchen sind leiser als die der Männchen. Männchen wehren sich mit diesen Rufen gegen Umklammerungsversuche anderer Männchen. Weibchen emittieren sie, wenn die Umklammerung durch ein Männchen nicht korrekt ist oder wenn es von mehreren Männchen umklammert wird. Die Rufe werden zumeist in Serie abgegeben. Der Befreiungsruf 2. Ordnung unterscheidet sich von dem Ruf 1. Ordnung durch längere Dauer und leicht verändertem Frequenzverlauf. Männchen wehren sich damit gegen lang anhaltende Umklammerungen anderer Männchen.

### Paarbildung und Eiablage

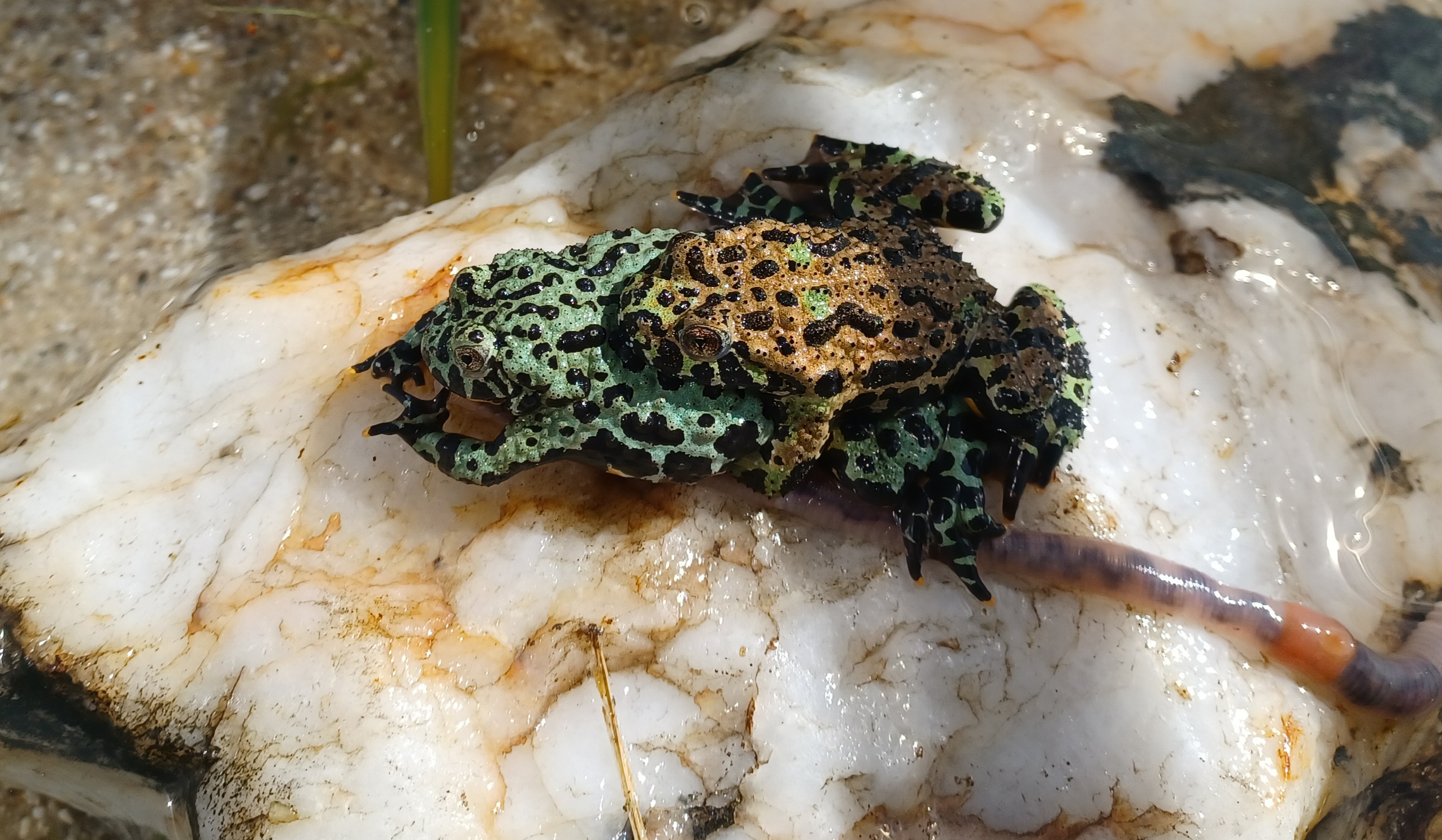
Bombina orientalis bei der Paarung

Paarungsbereite Weibchen schwimmen auf die rufenden Männchen zu, verharren in deren nächster Nähe und erzeugen durch Beinbewegungen Wasserwellen oder sie schwimmen bis zu den Männchen und berühren sie. Beides führt zur sofortigen Umklammerung, bei der die Männchen die Weibchen vor deren Hinterbeine umklammern. Die Weibchen geben die Eier einzeln oder in kleinen Paketen ab und befestigen sie zumeist an Pflanzen.

## Neuronale Kontrolle des Wechselrufens
Den Takt für die Ruffolge gibt ein im Gehirn lokalisierter Schrittmacher (Oszillator) vor. Seine Arbeitsweise ist temperaturabhängig.
Spontan rufenden Männchen wurden die Rufe eines Partners in Form von elektronisch nachgebildeten Rufen vorgespielt, deren Dauer und Folge verändert waren und zu beliebig gewählten Zeitpunkten in die Ruffolge der Männchen eingespielt wurden. Aus den Reaktionen der Unken ergeben sich folgende Resultate: 1. Unmittelbar nach dem Beginn eines Rufes einer Unke setzt eine Refraktärphase ein, die etwa 100 Millisekunden dauert. Fallen simulierte Rufe in diese Zeitspanne, lösen sie keine Reaktion aus. 2. An die Refraktärphase schließt die Exzitationsphase an mit zirka 400 Millisekunden Dauer. Fällt ein simulierter Ruf in diese Phase, folgt nach 300 bis 600 Millisekunden die Rufantwort der Unke. 3. Diese wird durch die Aktivierungsphase von etwa 80 Millisekunden Dauer eingeleitet, die das rufende Männchen zur Vorbereitung des eigenen Rufes benötigt. Trifft in dieser Zeit ein simulierter Ruf die Unke, ist er wie in der Refraktärphase unwirksam.
Bei schneller Folge der simulierten Rufe reagieren die Unken nur auf jedes zweite Signal, ist die Folge langsam, geben die Unken zwei Rufe ab, bis der nächste simulierte Ruf folgt. Nach Abschluss eines experimentell ausgelösten Wechselrufens kehren die Unken im Verlauf von vier bis fünf Sekunden zum eigenen Rufrhythmus zurück.

## Systematik
Bei einer weiteren Gruppe Chinesischer Rotbauchunken, deren Ursprungsort allerdings nicht bekannt ist, wurden das Rufverhalten und die Rufe ebenfalls analysiert. Bei den Rufen dieser Unken sind die Wiederholungsrate und die Frequenz der Rufe höher, die Rufdauer niedriger als bei den Unken aus Kyongiu. Zum Beispiel beträgt die Rufrate bei 18,0 °C im Mittel 70 Rufe pro Minute, bei 28,5 °C 135 Rufe pro Minute gegenüber 56 beziehungsweise 122 Rufe pro Minute bei den Unken aus Kyongiu und denselben Wassertemperaturen (vergl. oben). Die Rufsysteme operieren bei den beiden Gruppen in der gleichen Weise, denn die für die zwei Gruppen errechneten Regressionslinien verlaufen parallel. Alle statistischen Ergebnisse sind hoch signifikant und lassen deshalb den Schluss zu, dass bei der Chinesischen Rotbauchunke geografische Unterschiede bestehen, die möglicherweise zu neuen Arten führen. Da die Paarungsrufe angeboren sind, stellen sie spezifische Merkmale dar, die hilfreich sind, Fragen der Systematik zu klären, wie das bereits bei Laubfröschen der Gattung Hyla und Wasserfröschen der Gattung Pelophylax geschehen ist.
Eine vergleichende Analyse der Paarungsrufe erfolgte bei den Unterarten der Gelbbauchunke: Bombina variegata variegata aus dem Nationalpark Plitvicer Seen (Kroatien), Bombina variegata kolombatovici von zwei Standorten im Tal der Cetina bei Omiš, Kroatien, und Bombina variegata scabra aus Chalkidiki, Griechenland. Zusätzlich wurden in den Vergleich Ergebnisse aus anderen Untersuchungen einbezogen: Bombina variegata variegata aus Tübingen, Südwest-Deutschland, Bombina bombina aus dem Gebiet des Neusiedler Sees, Österreich, Bombina orientalis aus Kyongiu sowie die Ergebnisse der Hybriden aus Bombina bombina ♀ x Bombina variegata variegata ♂. Untersucht wurden die Anzahl der Rufe pro Minute, Rufdauer, Grundfrequenz und Obertöne, ferner der Einfluss der Wassertemperatur und der Tiergröße auf die Rufmerkmale. Zwar weisen die Paarungsrufe der Unterarten von Bombina variegata eine intraspezifische Variabilität auf, doch sind die Paarungsrufe einander ähnlich und lassen sich zum Bombina-variegata-Komplex zusammenfassen. Bombina orientalis steht aufgrund der Merkmale des Paarungsrufs dem Bombina-variegata-Komplex sehr nahe, trotz der großen Entfernung der Verbreitungsgebiete. Der Paarungsruf von Bombina bombina weist spezielle Merkmale auf, die keine enge Beziehung zum Bombina-variegata-Komplex und zu Bombina orientalis erkennen lassen. Die Paarungsrufe der Hybriden sind intermediär im Vergleich zu den Rufen der Elternarten. Als erläuternde Beispiele sind die aus den Regressionsgleichungen errechneten Werte für die Wiederholungsraten der Paarungsrufe jeweils bei 18 °C und 28,5 °C Wassertemperatur aufgeführt. Bombina variegata variegata (Tübingen): 74 und 134 Rufe/Minute, Bombina variegata variegata (Plitvice): 78 und 130 Rufe/Minute, Bombina variegata kolombatovici: 61 und 116 Rufe/Minute, Bombina variegata scabra: 71 und 117 Rufe/Minute, Bombina orientalis: 56 und 122 Rufe/Minute, Bombina bombina 23 und 41 Rufe/Minute, Hybriden: 42 und 74 Rufe/Minute. Die Rufrate ist für einen Vergleich besonders geeignet, da der Einfluss der Tiergröße entfällt.

## Artenschutz
Gesetzlicher Schutzstatus

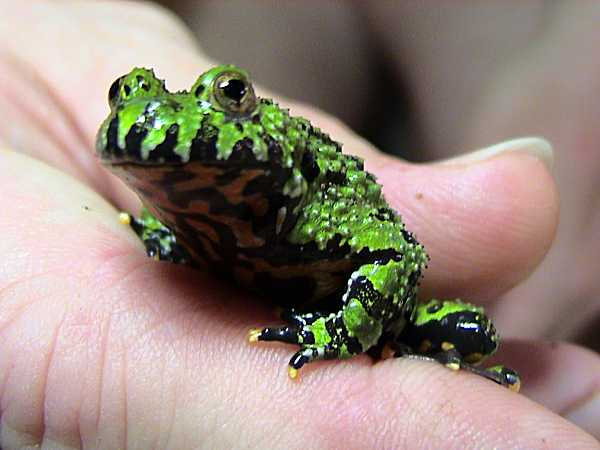
Im Gegensatz zur europäischen Rotbauchunke ist die Oberseite bei Bombina orientalis intensiv grün gefärbt

- Bundesartenschutzverordnung (BArtSchV): besonders geschützte Art gemäß §1 Satz 1. Der Halter dieser Art ist verpflichtet, den Besitz der Tiere anzuzeigen. Diese Vorsichtsmaßnahme dient dem Schutz der in Deutschland einheimischen Arten Bombina bombina (Rotbauchunke) und Bombina variegatus (Gelbbauchunke), damit die Einhaltung des BNatSchG §40 (4) sichergestellt werden kann. Das Aussetzen von Bombina orientalis stellt eine Faunenverfälschung dar, da B. orientalis als Neozoon bestandsbedrohend für die einheimischen Unken werden könnte (vgl. auch Neobiota).
- Nach Bundesnaturschutzgesetz (BNatSchG) darf die Art gemäß §40 (4) als nichteinheimische Art ohne behördliche Genehmigung nicht in die Natur ausgebracht werden.

## Bombesin
1970 wurde aus der Haut des Tieres ein Peptidhormon isoliert und entsprechend Bombesin genannt, das aus 14 Aminosäuren besteht und in ähnlicher Struktur (27 Aminosäuren) auch beim Menschen nachgewiesen werden kann. Bombesin bewirkt u. a. das Auftreten eines Sättigungsgefühls, spielt aber auch bei der Entwicklung von neuartigen Radiopharmaka eine Rolle.

## Nachweise
1. 1 2 3 4 5 6  Mamdouh Saad Ahmed Akef, Hans Schneider: Vocalization, courtship and territoriality in the Chinese fire-bellied toad Bombina orientalis (Anura, Discoglossidae). In: Zoologische Jahrbücher, Abteilung Physiologie. Band 89, 1985, S. 119–136.
2. 1 2  Stefan Mohr, Hans Schneider: Analysis of the call pacemaker of the Chinese fire-bellied toad, Bombina orientalis (Boulenger, 1890) (Amphibia, Anura), and its operation during auditory stimulation. In: Zoologische Jahrbücher, Abteilung Physiologie. Band 97, 1993, S. 215–231.
3. ↑  Hans Schneider: The effect of local heating on the calls of the fire-bellied toad, Bombina bombina (L.). In: Behavioural Processes, Band 1, 1976, S. 135–144.
4. ↑  Hans Schneider, Ulrich Sinsch: Contribution of bioacoustics to the taxonomy of the Anura. In: Harold Heatwole (Hrsg.): Amphibian Biology. Band 7: Systematics. Surrey Beatty & Sons, Chipping Norton (NSW, Australia) 2007, ISBN 978-0-9803113-1-0, S. 2893–2933.
5. ↑  Klaus Lörcher: Vergleichende bio-akustische Untersuchungen an der Rot- und Gelbbauchunke, Bombina bombina (L.) und Bombina v. variegata (L.). In: Oecologia (Berlin), Band 3, 1969, S. 84–124.
6. ↑  Hans Schneider, Fawzy Hussein, Mamdouh Saad Ahmed Akef: Comparative bio-acoustic studies in the yellow-bellied toad, Bombina variegata (L.), and relationships of European and Asian species and subspecies of the genus Bombina (Anura, Amphibia). In: Bonner zoologische Beiträge, Band 37, 1986, S. 49–67
7. ↑  Hans Schneider, Helga Eichelberg: The mating call of hybrids of the fire-bellied toad and yellow-bellied toad (Bombina bombina (L.), Bombina v. variegata (L.), Discoglossidae, Anura). In: Oecologia (Berlin), Band 16, 1974, S. 61–71.